# Pouso Alegre (microregio)
Pouso Alegre is een van de 66 microregio's van de Braziliaanse deelstaat Minas Gerais. Zij ligt in de mesoregio Sul e Sudoeste de Minas en grenst aan de microregio's Poços de Caldas, Alfenas, Santa Rita do Sapucaí, Itajubá, Campos do Jordão (SP), São José dos Campos (SP), Bragança Paulista (SP) en Amparo (SP). De microregio heeft een oppervlakte van ca. 4.917 km². In 2006 werd het inwoneraantal geschat op 320.419.
Twintig gemeenten behoren tot deze microregio:
- Bom Repouso
- Borda da Mata
- Bueno Brandão
- Camanducaia
- Cambuí
- Congonhal
- Córrego do Bom Jesus
- Espírito Santo do Dourado
- Estiva
- Extrema
- Gonçalves
- Ipuiuna
- Itapeva
- Munhoz
- Pouso Alegre
- Sapucaí-Mirim
- Senador Amaral
- Senador José Bento
- Tocos do Moji
- Toledo

Mesoregio's: Campo das Vertentes · Central Mineira · Jequitinhonha · Metropolitana de Belo Horizonte · Noroeste de Minas · Norte de Minas · Oeste de Minas · Sul e Sudoeste de Minas · Triângulo Mineiro e Alto Paranaíba · Vale do Mucuri · Vale do Rio Doce · Zona da Mata

Microregio's: Aimorés · Alfenas · Almenara · Andrelândia · Araçuaí · Araxá · Barbacena · Belo Horizonte · Bocaiuva · Bom Despacho · Campo Belo · Capelinha · Caratinga · Cataguases · Conceição do Mato Dentro · Conselheiro Lafaiete · Curvelo · Diamantina · Divinópolis · Formiga · Frutal · Governador Valadares · Grão Mogol · Guanhães · Ipatinga · Itabira · Itaguara · Itajubá · Ituiutaba · Janaúba · Januária · Juiz de Fora · Lavras · Manhuaçu · Mantena · Montes Claros · Muriaé · Nanuque · Oliveira · Ouro Preto · Pará de Minas · Paracatu · Passos · Patos de Minas · Patrocínio · Peçanha · Pedra Azul · Pirapora · Piumhi · Poços de Caldas · Ponte Nova · Pouso Alegre · Salinas · Santa Rita do Sapucaí · São João del-Rei · São Lourenço · São Sebastião do Paraíso · Sete Lagoas · Teófilo Otoni · Três Marias · Ubá · Uberaba · Uberlândia · Unaí · Varginha · Viçosa